# ディープシーチャレンジャー
ディープシーチャレンジャー（英語: Deepsea Challenger、DCV 1） は、世界で最も深い海の底として知られるマリアナ海溝のチャレンジャー海淵に到達するために設計された有人深海探査艇である。2012年3月26日、カナダ人の映画監督であるジェームズ・キャメロンの操縦により最深点に到達した。彼は単独でチャレンジャー海淵に到達した最初の人物になった。
オーストラリアのシドニーでAcheron Project Pty Ltdによる研究と設計に基づいて建造された本船は、科学試料採取装置や高解像度の立体写真機を備え、海上から約2時間で最深部に到達することができる。

## 開発
ディープシーチャレンジャーは、深海挑戦計画においてナショナルジオグラフィック協会の協力と、ロレックスの支援のもとで、オーストラリアで秘密裏に建造された。 
建造を主導したのは、オーストラリア人の技術者であるRon Allumである。Allumは、シドニーのLeichhardtにある小さな工場で、Isofloatという、水深11キロメートル (6.8 mi)の水圧下でも浮力を維持できるほどの、優れた特性を有する新素材を開発した。この新しい浮力材は、微小な中空ガラス球をエポキシ樹脂で固めたもので、密度は約0.7であり、潜水艇の全体積の70%を占める。この他、オイル充填調圧式推進器、発光ダイオード照明装置、カメラ、潜水艇内からの送信用の高速通信ケーブル、リチウム電池の充電装置が、新たに開発された。 
タイタニック号の調査を収録したGhosts of the Abyssや、戦艦ビスマルクの調査等、キャメロンが手がけたこれらの撮影において、Allumは電気通信を担当しており、この経験が開発に生かされた。潜水艇用の電源は浮力材の間に収められたリチウム電池である。
キャメロンを運ぶ構造体は、タスマニアのFinite Elements社で製造された。球殻内には消火器、湿度管理システム、制御装置が装備されており、シドニーを拠点とする産業設計会社のDesign + Industryが担当した。

## 仕様
一人乗り用としては十分な直径（内径）1.1 m (43 in)の耐圧殻を特徴とする。
機体の底部にある厚さ64 mm (2.5 in)の耐圧殻の鉄の隔壁は、ペンシルベニア州立大学にある、深海の水圧を再現する高圧試験装置内で、114 MPa (16,500 psi)の圧力で試験された。機体は垂直の姿勢で操縦され、500 kg (1,100 lb)の錘により深海底まで降下し、浮上する際は錘を投棄する。もし、錘投棄装置が故障した場合は、海水による電解腐食によって、一定時間の経過後に予備の切り離し装置が作動し、錘が自動的に切り離されて浮上する。
潜水艇は蓄電池、推進器、生命維持装置、立体カメラ、発光ダイオード照明を含む180以上の装置によって構成され、これらの装置はカリフォルニア州のテメキュラを拠点とするオプト22社によって監視、制御される。
潜水中、制御装置は深度、温度、圧力、蓄電池の状態や他のデータを記録し、3分毎に水上の支援船に送信する。
ディープシーチャレンジャーは、50年前の潜水艇であるバチスカーフ・トリエステ号の1/10の重量で、トリエステよりも遥かに多い観測装置を備え、かつ、降下と浮上は高速である。

## 試験潜行
2012年1月末、システムの試験のため、キャメロンは3時間かけてオーストラリアのシドニー海軍基地の海面直下に潜行した。2012年2月21日には、1,000 m (3,300 ft)以上を目標に潜行したが、カメラと生命維持装置の問題によりわずか1時間後に浮上した。2012年2月23日、ニューブリテン島では水深991 m (3,251 ft)の海底への到達に成功した。2012年2月28日の潜行では、6時間かけて水深3,700 m (12,100 ft)に到達したが、電源システムに問題があることが判明した。
2012年3月4日にソロモン海のニューブリティッシュ海溝の水深7,260 m (23,820 ft)付近に到達した際に、垂直推進器に異常が見つかり、キャメロンは海上に引き返した。後日、技術的な問題を解決して再度ニューブリティッシュ海溝に潜行し、最大水深8,221 m (26,972 ft)に到達した。 海底では堆積物、イソギンチャク、クラゲと多様な生物が渓谷の壁面で見つかった。

## チャレンジャー海淵
2012年3月18日、ソロモン海の試験海域を離れた潜水艇は、支援船のMermaid Sapphireに曳航されて、修理と改良のためにグアムのApra Harborに寄港し、潜行に適した天候を待った。 2012年3月24日にグアムの港を出港して、2隻の支援船の中の1隻であるUlithiがチャレンジャー海淵の海域まで曳航した。
現地時間の3月26日にマリアナ海溝の海底に到達した事が報告された。
これら2枚のグラフはジェームズ・キャメロンの乗ったディープシーチャレンジャーが降下および上昇した間の水深と時間の記録で、潜行はUTC（協定世界時）の3月25日に開始され、3月26日に終了したが、グアム時間では潜行開始が2012年3月26日だった。両方のグラフは、水中電話により受信した水深をポール・アレンが自身のヨットOctopusからツイートしたものを基にしている。
潜行開始から海底に到達するまでの所要時間は、2時間37分であった。トリエステの約2倍の速度で降下したことになる。ロボットアームの腕に取り付けられたRolexの腕時計である"worn"は潜行中、正常に機能した。全ての装置が予定通り機能したわけではなく、故障したものもあった。海底を測定するために必要なソナーが作動しなかったため、着底用の装置が出ず、試料採取用の油圧装置にも問題があった。

## 記録
2012年3月26日にキャメロンはマリアナ海溝のチャレンジャー海淵の水深10,898.4メートル (35,756 ft) のDeepsea Challenger海底に着底した。チャレンジャー海淵に有人で到達した2回目の潜水だった（最高水深記録は1960年のトリエステの潜行時の記録にわずかながら及ばなかった)。最初の単独での潜行で海底までの所要時間（3時間）の記録を樹立した。

## 類似の挑戦
2012年2月時点で複数の機体が同じ水深を目指して開発中である。それらを以下に示す:
- Triton Submarines - フロリダ州を拠点とする会社で、個人用の潜水艇であるTriton 36000/3の設計と製造を行う。Triton 36000/3は3人乗りで、海底までの到達時間は120分である[40]。
- Virgin Oceanic - ヴァージングループのリチャード・ブランソンの後援で、Graham Hawkesが設計する1人乗りの潜水艇であるDeepFlight Challengerを開発中で[41]、140分で海底に到達する[42]。
- DOER Marine[43] -  1992年に設立されたサンフランシスコ・ベイエリアを拠点とする技術企業で、Deepsearch（およびOcean Explorer HOV Unlimited）を開発しており[44]、Googleのエリック・シュミットが2名あるいは3名乗りで90分で海底に到達するDeep Search計画として後援する[44]。

## その後
ディープシーチャレンジャーはウッズホール海洋研究所 に深海調査のために寄贈された。

## 事故
2015年7月23日、コネチカット州の州間道路95号線を走行中のトラックが炎上し、積荷であったディープシーチャレンジャーは焼損した。ディープシーチャレンジャーは、オーストラリアへ一時的に貸し出すため、ウッズホール海洋研究所からボルチモアへ輸送する途中であった。トラックの後部タイヤのブレーキから出火したとみられている。火事の後、潜水艇はウッズホール海洋研究所に戻された。

## ギャラリー

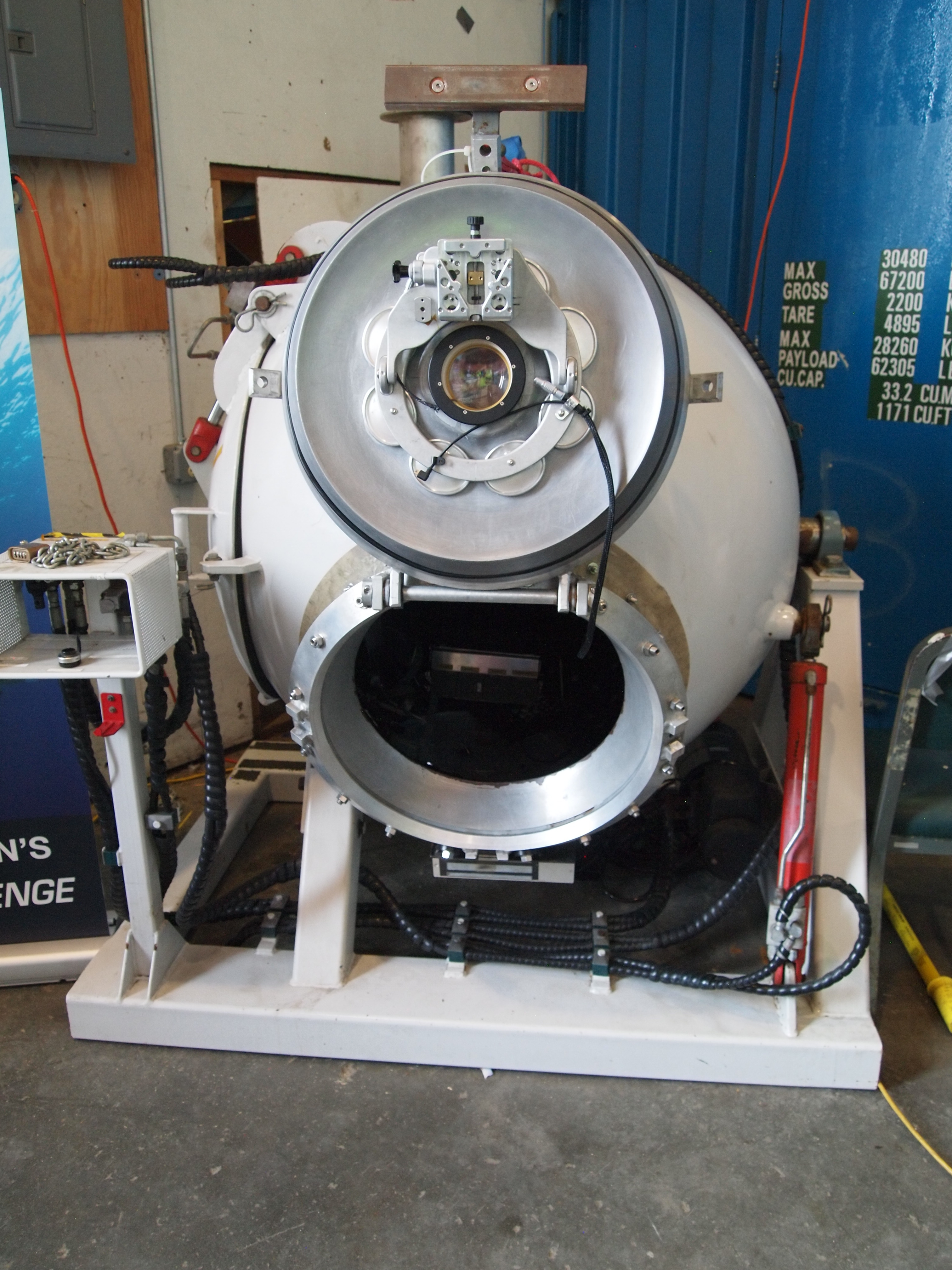
耐圧殻
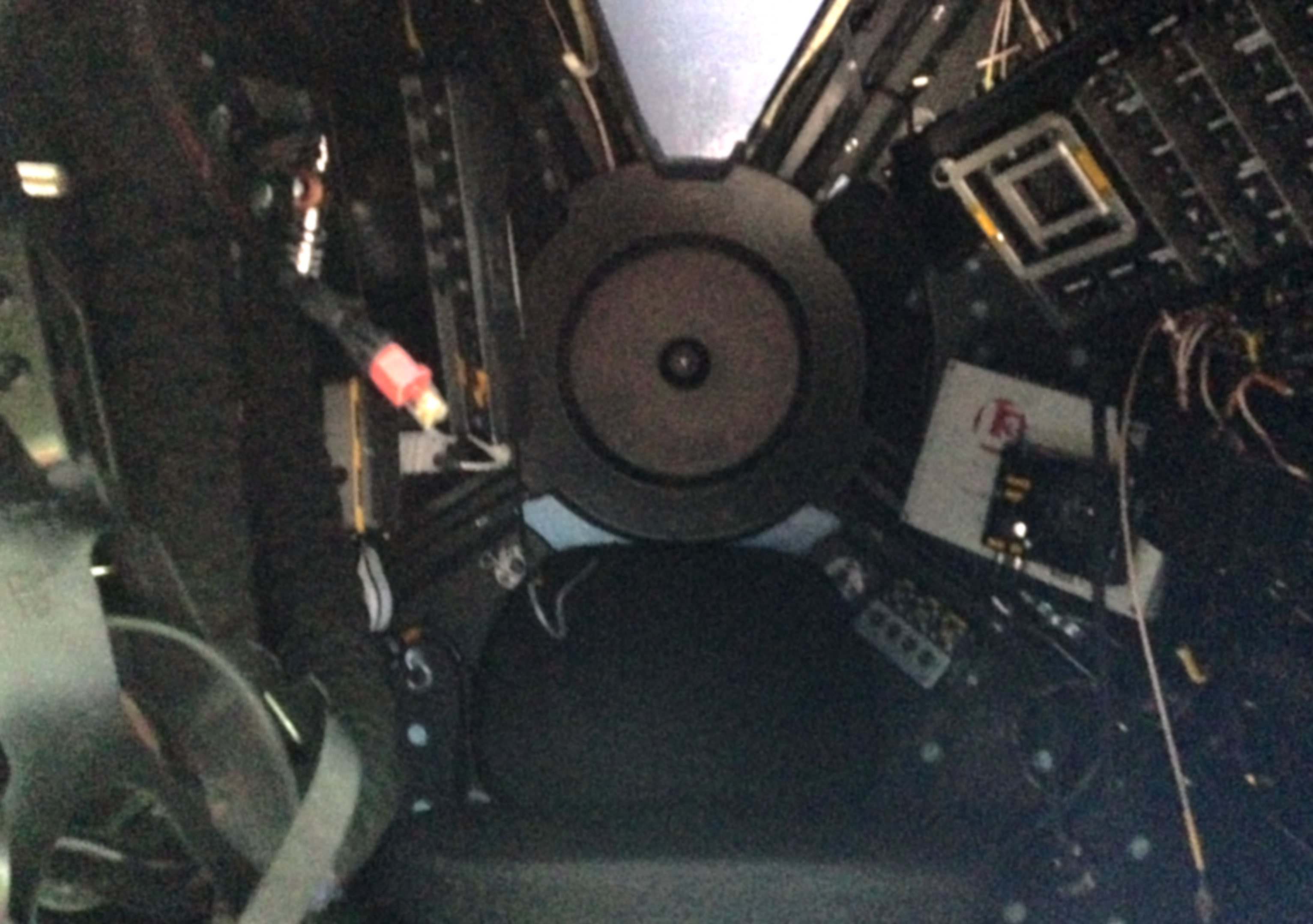
耐圧殻内部
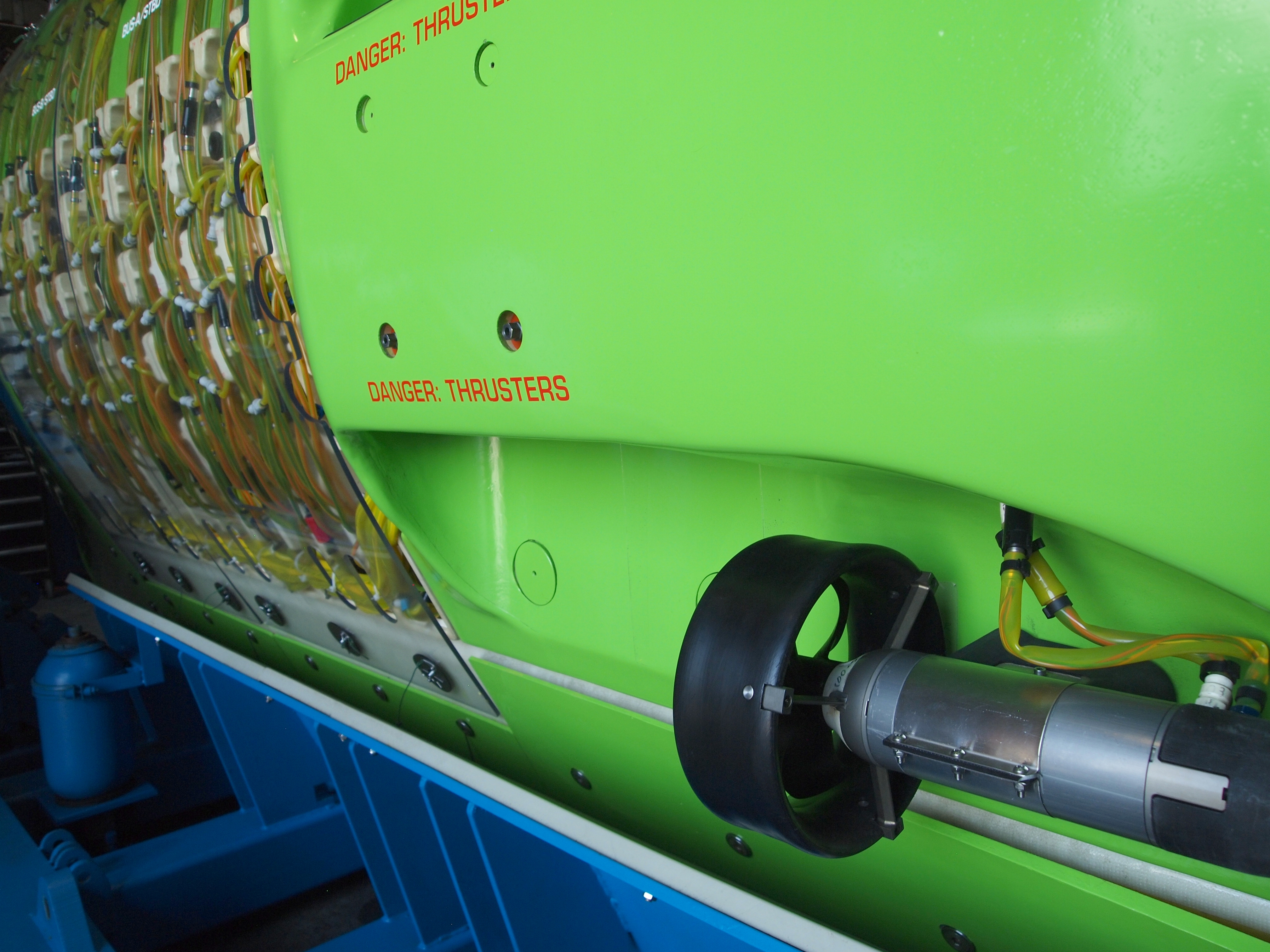
推進装置